# Michael Ryan (Schauspieler, I)
Michael Ryan ist ein kanadischer Schauspieler.

## Leben
Ryan begann ab den 1970er Jahren auch unter dem Namen Ryan Michael mit dem Schauspiel. Seine erste größere Rolle erhielt er 1987 in der Fernsehserie Howards’ Way, in der er die Rolle des Orrin Hudson in sieben Episoden verkörperte. 1991 spielte er die männliche Hauptrolle des Paul Hansen im Film Todesschreie aus dem Leuchtturm.1996 spielte er im Film Der Kuss des Killers die Rolle des Andy Sachs. 2006 stellte er im Katastrophenfernsehfilm Eiskalt wie die Hölle die Rolle des Jeff Miller dar. 2010 verkörperte er in Dear Mr. Gacy die Rolle des Frank Moss. 2017 stellte er in insgesamt fünf Episoden der Fernsehserie The Arrangement die Rolle des Andres Plank dar.

## Filmografie (Auswahl)
- 1973: Another World (Fernsehserie, Episode 1x2160)
- 1979: Birth of the Beatles
- 1979: Die Profis (The Professionals, Fernsehserie, Episode 3x08)
- 1980: Twelfth Night (Fernsehfilm)
- 1980: Rififi am Karfreitag (The Long Good Friday)
- 1980: J. Robert Oppenheimer – Atomphysiker (Oppenheimer, Fernsehserie, Episode 1x01)
- 1980: Die unglaublichen Geschichten von Roald Dahl (Tales of the Unexpected, Fernsehserie, Episode 3x05)
- 1981: Billy (Fernsehserie, Episode 1x11)
- 1981: Lady Chatterley's Liebhaber (Lady Chatterley's Lover)
- 1981: ITV Playhouse (Fernsehserie, Episode 13x11)
- 1981: The Borgias (Miniserie, 2 Episoden)
- 1982: Month of the Doctors (Miniserie, Episode 1x02)
- 1982: Die Aufgabe: Thronfolger gesucht (The Quest, Fernsehserie, Episode 1x01)
- 1982: Bid for Power (Fernsehserie)
- 1986: Howards' Way (Fernsehserie, 7 Episoden)
- 1987: Superman IV – Die Welt am Abgrund (Superman IV – The Quest for Peace)
- 1989: Feuersturm und Asche (War and Remembrance, Miniserie, Episode 1x09)
- 1989: Booker (Fernsehserie, Episode 1x09)
- 1989–1990: MacGyver (Fernsehserie, 2 Episoden, verschiedene Rollen)
- 1990: Danger Bay (Fernsehserie, Episode 6x16)
- 1990: Stephen Kings Es (Stephen King’s It, Fernsehfilm)
- 1991: Das Gesetz der Straße (Street Justice, Fernsehserie, Episode 6x16)
- 1991: Todesschreie aus dem Leuchtturm (Lighthouse)
- 1992: Der Polizeichef – Eis im Blut (The Commish, Fernsehserie, Episode 2x10)
- 1993: Kuck mal, wer da jetzt spricht (Look Who’s Talking Now)
- 1994: Robins Club (Fernsehserie, Episode 1x04)
- 1994–1997: Akte X – Die unheimlichen Fälle des FBI (The X-Files, Fernsehserie, 2 Episoden, verschiedene Rollen)
- 1995: Highlander (Fernsehserie, Episode 4x06)
- 1995: Seitensprung mit Folgen – Wenn eine Affäre zum Alptraum wird (Malicious)
- 1996: Poltergeist – Die unheimliche Macht (Poltergeist: The Legacy, Fernsehserie, Episode 1x12)
- 1996: Der Kuss des Killers (Profile for Murder)
- 1996: Gejagt – Das zweite Gesicht (Two, Fernsehserie, Episode 1x11)
- 1997: Mutti, hol' mich aus dem Bordell (Moment of Truth: Into the Arms of Danger)
- 1997: Der Mörder unserer Mutter (Daughters, Fernsehfilm)
- 1997: The F-Zone
- 1997–2000: Outer Limits – Die unbekannte Dimension (The Outer Limits, Fernsehserie, 2 Episoden, verschiedene Rollen)
- 1998: Das Netz – Todesfalle Internet (The Net, Fernsehserie, Episode 1x12)
- 1998: You, Me and the Kids (Fernsehserie, Episode 1x20)
- 1999: Die neue Addams Familie (The New Addams Family, Fernsehserie, Episode 1x31)
- 1999: Resurrection – Die Auferstehung (Resurrection, Fernsehfilm)
- 1999: First Wave – Die Prophezeiung (First Wave, Fernsehserie, Episode 2x02)
- 2000: Level 9 (Fernsehserie, Episode 1x03)
- 2001: Wolf Lake (Fernsehserie, Episode 1x02)
- 2002: Thrown (Kurzfilm)
- 2002: Twilight Zone (The Twilight Zone, Fernsehserie, Episode 1x01)
- 2003: Jake 2.0 (Fernsehserie, Episode 1x11)
- 2003: Body & Soul
- 2004: Voll gepunktet (The Perfect Score)
- 2004: Stargate – Kommando SG-1 (Stargate SG-1, Fernsehserie, Episode 8x04)
- 2005: 4400 – Die Rückkehrer (The 4400, Fernsehserie, Episode 2x01)
- 2005: Sub Zero – Eisige Jagd (Sub Zero)
- 2005: Terminal City (Fernsehserie, 2 Episoden)
- 2006: Smallville (Fernsehserie, Episode 5x11)
- 2006: The L Word – Wenn Frauen Frauen lieben (The L Word, Fernsehserie, Episode 3x04)
- 2006: Battlestar Galactica (Fernsehserie, Episode 2x16)
- 2006: Eiskalt wie die Hölle (Absolute Zero, Fernsehfilm)
- 2007: White Noise: Fürchte das Licht (White Noise 2: The Light)
- 2008: Love Sick: Secrets of a Sex Addict (Fernsehfilm)
- 2008: The Art of War II: Der Verrat (The Art of War II: Betrayal)
- 2008: Free Style
- 2009: Bis aufs Blut (Fear Itself, Fernsehserie, Episode 1x12)
- 2009: Dancing Trees
- 2009: Encounter with Danger (Fernsehfilm)
- 2009: Fall 39 (Case 39)
- 2009: Desperate Escape (Fernsehfilm)
- 2010: Human Target (Fernsehserie, Episode 1x04)
- 2010: Dear Mr. Gacy
- 2011: Fringe – Grenzfälle des FBI (Fringe, Fernsehserie, Episode 3x21)
- 2012: Fairly Legal (Fernsehserie, Episode 2x05)
- 2014: Almost Human (Fernsehserie, Episode 1x10)
- 2015: Fatal Memories (Fernsehfilm)
- 2016: Murder Suicide (Kurzfilm)
- 2016: A Wish for Christmas (Fernsehfilm)
- 2016: Supergirl (Fernsehserie, Episode 2x06)
- 2017: Walking the Dog (Fernsehfilm)
- 2017: The Arrangement (Fernsehserie, 5 Episoden)
- 2017: Rogue (Fernsehserie, 3 Episoden)
- 2018: The Magicians (Fernsehserie, Episode 3x04)
- 2018: Garage Sale Mysteries (Fernsehserie, Episode 1x15)
- 2018: Mr. 365 (Fernsehfilm)
- 2019: Death Mask for Dada (Kurzfilm)
- 2020: Jeff Jackson (Fernsehserie, Episode 1x01)
- 2020: Julie and the Phantoms (Fernsehserie, 2 Episoden)